# Championnats de Suisse de cyclisme sur route
Les championnats de Suisse de cyclisme sur route sont les championnats nationaux de cyclisme sur route organisés par Swiss Cycling, la fédération cycliste suisse. Ils existent depuis 1892.

## Histoire des championnats
Le premier championnat de Suisse masculin a lieu en 1892. Les championnats ont été organisés tous les ans depuis cette année, à l'exception de cinq éditions (1901, 1903, 1905, 1906 et 1907). Le titre de champion est attribué avec addition de points sur plusieurs épreuves de 1968 à 1973 : une course en ligne et un contre-la-montre de 1968 à 1970, un contre-la-montre de montagne et un contre-la-montre en 1971 et 1972, et une course en ligne, un contre-la-montre de montagne et un contre-la-montre en 1973. Le championnat de Suisse fait l'objet d'une épreuve conjointe avec l'Allemagne et le Luxembourg de 1974 à 1986, puis avec l'Allemagne et le Liechtenstein de 1987 à 1994.
À partir de 2018, les championnats sur route allemands espoirs sont organisés avec ceux du Luxembourg et de la Suisse.
Le premier championnat féminin est disputé en 1982.
Les premiers championnats du contre-la-montre ont lieu en 1993, pour les hommes comme pour les femmes.

## Hommes

### Podiums de la course en ligne
| Année     | Vainqueur             | Deuxième              | Troisième               |
| --------- | --------------------- | --------------------- | ----------------------- |
| 1892      | Edouard Wicky         | Eugène Wicky          | Benjamin Crausaz        |
| 1893      | Edouard Wicky         | Théodore Champion     | Arnold Bozino           |
| 1894      | Henri Favre           | Serge Sarzano         | Gaston Béguin           |
| 1895      | Henri Favre           | Jacques Gonzet        | Arnold Bozino           |
| 1896      | Jean Vionnet          | Henri Favre           | Karl Käser              |
| 1897      | Jean Vionnet          | Jacques Gonzet        | Jean Bron               |
| 1898      | Albert Furrer         | Emile Barrot          | Georg Isler             |
| 1899      | Fritz Ryser           | Charles Calame        | Georg Isler             |
| 1900      | Charles Lugon         | Albert Dubach         | Franz Jucker            |
| 1901      | Pas organisé          | Pas organisé          | Pas organisé            |
| 1902      | Albert Dubach         | Paul Locher           | Albert Mamie            |
| 1903      | Pas organisé          | Pas organisé          | Pas organisé            |
| 1904      | Alexandre Castellino  | Marcel Lequatre (en)  | Charles Piquet          |
| 1905-1907 | Pas organisés         | Pas organisés         | Pas organisés           |
| 1908      | Henri Rheinwald       | Heinrich Gaugler      | Franz Suter (de)        |
| 1909      | Charles Guyot         | Henri Rheinwald       | Marcel Lequatre (en)    |
| 1910      | Charles Guyot         | Robert Chopard        | Erwin Kohler            |
| 1911      | Robert Chopard        | Émile Chopard         | Konrad Werfeli          |
| 1911      | Marcel Perrière       | Henri Rheinwald       | Otto Wiedmer            |
| 1912      | Henri Rheinwald       | -                     | -                       |
| 1913      | Otto Wiedmer          | Marcel Perrière       | Henri Rheinwald         |
| 1914      | Oscar Egg             | Henri Rheinwald       | Marcel Perrière         |
| 1915      | Marcel Perrière       | Charles Guyot         | Paul Suter              |
| 1916      | Marcel Perrière       | Arnold Grandjean      | Henri Rheinwald         |
| 1917      | Ernest Kauffmann      | Marcel Perrière       | Marcel Lequatre (en)    |
| 1918      | Ernest Kauffmann      | Henri Suter           | Heinrich Wegmann        |
| 1919      | Henri Rheinwald       | Marcel Lequatre (en)  | Walter Rochat           |
| 1920      | Henri Suter           | Max Suter (it)        | Otto Wiedmer            |
| 1921      | Henri Suter           | Charles Guyot         | Charles Perrière        |
| 1922      | Henri Suter           | Henri Collé (it)      | Marius Demierre         |
| 1923      | Henri Guillod         | Henri Suter           | Kastor Notter           |
| 1924      | Kastor Notter         | Henri Reymond         | Henri Collé (it)        |
| 1925      | Kastor Notter         | Henri Suter           | Henri Reymond           |
| 1926      | Henri Suter           | Albert Blattmann      | Roger Pipoz             |
| 1927      | Kastor Notter         | Albert Blattmann      | Henri Reymond           |
| 1928      | Albert Blattmann      | Georges Antenen       | Eugen Schlegel          |
| 1929      | Henri Suter           | Georges Antenen       | Albert Meyer            |
| 1930      | Georges Antenen       | Albert Blattmann      | Gérard Vuilleumier (de) |
| 1931      | Albert Büchi          | Georges Antenen       | Alfred Bula             |
| 1932      | August Erne           | Albert Büchi          | Ernst Meier             |
| 1933      | Georges Antenen       | Roger Pipoz           | Theo Heimann (de)       |
| 1934      | Hans Gilgen           | Kurt Stettler         | Walter Blattmann        |
| 1935      | Paul Egli             | August Erne           | Fritz Hartmann (de)     |
| 1936      | Paul Egli             | Karl Litschi          | Albert Büchi            |
| 1937      | Leo Amberg            | Robert Zimmermann     | Werner Buchwalder       |
| 1938      | Leo Amberg            | Hans Martin           | Werner Buchwalder       |
| 1939      | Karl Litschi          | Fritz Saladin         | Hans Martin             |
| 1940      | Edgar Buchwalder      | Hans Martin           | Werner Buchwalder       |
| 1941      | Karl Litschi          | Paul Egli             | Walter Diggelmann       |
| 1942      | Edgar Buchwalder      | Hans Knecht           | Leo Amberg              |
| 1943      | Hans Knecht           | Ernst Naef            | Fritz Stocker           |
| 1944      | Ernst Naef            | Josef Wagner          | Hans Maag               |
| 1945      | Ernst Wuthrich        | Josef Wagner          | Leo Weilenmann          |
| 1946      | Hans Knecht           | Werner Buchwalder     | Ernst Naef              |
| 1947      | Hans Knecht           | Karl Litschi          | Pietro Tarchini         |
| 1948      | Ferdi Kübler          | Georges Aeschlimann   | Emilio Croci-Torti      |
| 1949      | Ferdi Kübler          | Emilio Croci-Torti    | Fritz Schaer            |
| 1950      | Ferdi Kübler          | Fritz Schaer          | Gottfried Weilenmann    |
| 1951      | Ferdi Kübler          | Giovanni Rossi        | Fritz Zbinden           |
| 1952      | Gottfried Weilenmann  | Carlo Lafranchi       | Jean Brun               |
| 1953      | Fritz Schaer          | Marcel Huber          | Carlo Lafranchi         |
| 1954      | Ferdi Kübler          | Fritz Schaer          | Carlo Clerici           |
| 1955      | Hugo Koblet           | Carlo Clerici         | Hans Hollenstein        |
| 1956      | Rolf Graf             | Attilio Moresi        | Fritz Gallati           |
| 1957      | Hans Hollenstein      | Max Schellenberg      | Toni Gräser             |
| 1958      | Jean-Claude Grêt      | Toni Gräser           | Oscar Von Büren         |
| 1959      | Rolf Graf             | Attilio Moresi        | Fritz Gallati           |
| 1960      | René Strehler         | Rolf Graf             | Erwin Lutz              |
| 1961      | Ernst Fuchs           | Rolf Graf             | Rolf Maurer             |
| 1962      | Rolf Graf             | Giovanni Albisetti    | Attilio Moresi          |
| 1963      | Attilio Moresi        | Rolf Maurer           | Rudolf Hauser           |
| 1964      | Rudolf Hauser         | Manfred Haeberli      | Robert Hintermüller     |
| 1965      | Robert Hagmann        | Werner Weber          | Willy Spuhler           |
| 1966      | Paul Zollinger        | Hans Stadelmann       | Louis Pfenninger        |
| 1967      | Alfred Rüegg          | Willy Spühler         | René Binggeli           |
| 1968      | Karl Brand            | Peter Abt             | Emil Zimmermann         |
| 1969      | Bernard Vifian        | Louis Pfenninger      | Erwin Thalmann          |
| 1970      | Kurt Rub              | Erwin Thalmann        | Peter Abt               |
| 1971      | Louis Pfenninger      | Jürg Schneider        | Erwin Thalmann          |
| 1972      | Josef Fuchs           | Louis Pfenninger      | Erich Spahn             |
| 1973      | Josef Fuchs           | Louis Pfenninger      | Bruno Hubschmid         |
| 1974      | Roland Salm           | Louis Pfenninger      | Ueli Sutter             |
| 1975      | Roland Salm           | Josef Fuchs           | Ueli Sutter             |
| 1976      | Roland Salm           | Ueli Sutter           | Roland Schär            |
| 1977      | Roland Salm           | René Savary           | Guido Amrhein           |
| 1978      | Gody Schmutz          | Erwin Lienhard        | Josef Fuchs             |
| 1979      | Hansjörg Aemisegger   | Bruno Wolfer          | Guido Amrhein           |
| 1980      | Gody Schmutz          | Erwin Lienhard        | Daniel Gisiger          |
| 1981      | Stefan Mutter         | Daniel Gisiger        | Erwin Lienhard          |
| 1982      | Gilbert Glaus         | Bruno Wolfer          | Daniel Muller           |
| 1983      | Serge Demierre        | Stefan Mutter         | Gottfried Schmutz       |
| 1984      | Erich Maechler        | Hubert Seiz           | Gilbert Glaus           |
| 1985      | Gody Schmutz          | Urs Freuler           | Heinz Imboden           |
| 1986      | Urs Zimmermann        | Jörg Müller           | Jean-Marie Grezet       |
| 1987      | Jörg Müller           | Pascal Richard        | Daniel Gisiger          |
| 1988      | Hubert Seiz           | Guido Winterberg      | Fabian Fuchs            |
| 1989      | Pascal Richard        | Niki Rüttimann        | Herbert Niederberger    |
| 1990      | Rolf Jaermann         | Hans-Rudi Marki       | Tony Rominger           |
| 1991      | Laurent Dufaux        | Daniel Steiger        | Mauro Gianetti          |
| 1992      | Thomas Wegmüller      | Erich Maechler        | Beat Zberg              |
| 1993      | Pascal Richard        | Rolf Jaermann         | Mauro Gianetti          |
| 1994      | Felice Puttini        | Karl Kalin            | Rocco Cattaneo          |
| 1995      | Felice Puttini        | Pascal Richard        | Rolf Jaermann           |
| 1996      | Armin Meier           | Beat Zberg            | Oscar Camenzind         |
| 1997      | Oscar Camenzind       | Roland Meier          | Niki Aebersold          |
| 1998      | Niki Aebersold        | Armin Meier           | Frantz Hotz             |
| 1999      | Armin Meier           | Daniel Schnider       | Mauro Gianetti          |
| 2000      | Markus Zberg          | Marcel Strauss        | Roger Beuchat           |
| 2001      | Martin Elmiger        | Pierre Bourquenoud    | Daniel Schnider         |
| 2002      | Alexandre Moos        | Roger Beuchat         | Pierre Bourquenoud      |
| 2003      | Daniel Schnider       | Roger Beuchat         | Niki Aebersold          |
| 2004      | Grégory Rast          | Sascha Urweider       | Oscar Camenzind         |
| 2005      | Martin Elmiger        | Alexandre Moos        | Marcel Strauss          |
| 2006      | Grégory Rast          | Marcel Strauss        | Aurélien Clerc          |
| 2007      | Beat Zberg            | Fabian Cancellara     | David Loosli            |
| 2008      | Markus Zberg          | Martin Elmiger        | Mathias Frank           |
| 2009      | Fabian Cancellara     | Mathias Frank         | Thomas Frei             |
| 2010      | Martin Elmiger        | Simon Zahner          | Pirmin Lang             |
| 2011      | Fabian Cancellara     | Steve Morabito        | Martin Kohler           |
| 2012      | Martin Kohler         | Michael Albasini      | Fabian Cancellara       |
| 2013      | Michael Schär         | Martin Elmiger        | Martin Kohler           |
| 2014      | Martin Elmiger        | Michael Albasini      | Steve Morabito          |
| 2015      | Danilo Wyss           | Sébastien Reichenbach | Mathias Frank           |
| 2016      | Jonathan Fumeaux      | Pirmin Lang           | Steve Morabito          |
| 2017      | Silvan Dillier        | Stefan Küng           | Kilian Frankiny         |
| 2018      | Steve Morabito        | Patrick Schelling     | Michael Schär           |
| 2019      | Sébastien Reichenbach | Simon Pellaud         | Mathias Frank           |
| 2020      | Stefan Küng           | Danilo Wyss           | Simon Pellaud           |
| 2021      | Silvan Dillier        | Simon Pellaud         | Johan Jacobs            |
| 2022      | Robin Froidevaux      | Sébastien Reichenbach | Colin Stüssi            |
| 2023      | Marc Hirschi          | Antoine Debons        | Simon Pellaud           |
| 2024      | Mauro Schmid          | Simon Pellaud         | Stefan Bissegger        |
| 2025      | Mauro Schmid          | Marc Hirschi          | Valentin Darbellay      |

Multi-titrés
- 5 : Ferdi Kübler, Henri Suter
- 4 : Martin Elmiger, Roland Salm

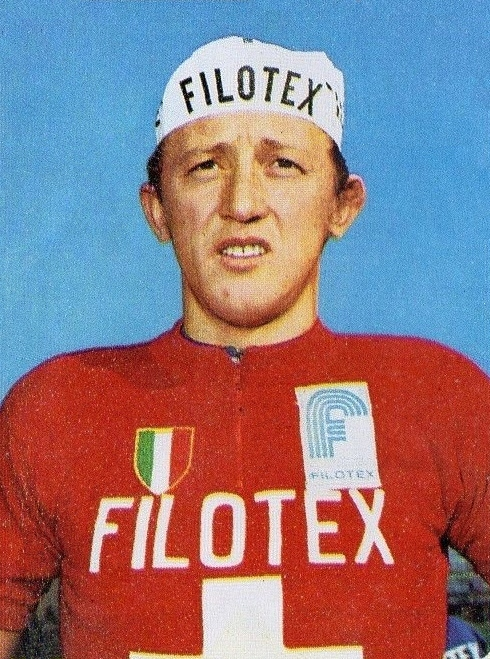
Josef Fuchs, champion de Suisse sur route en 1973

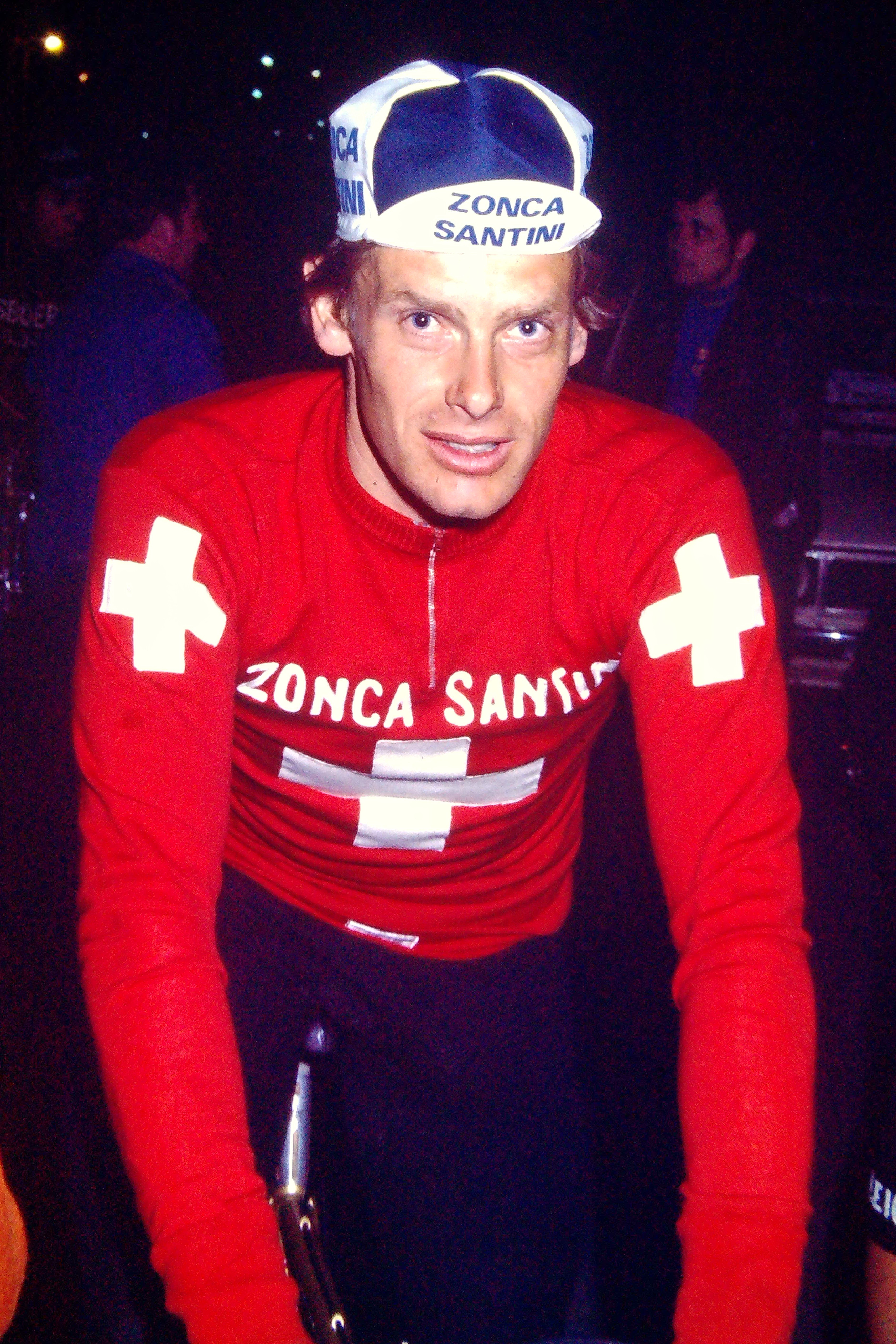
Roland Salm arborant son maillot de champion national en 1977

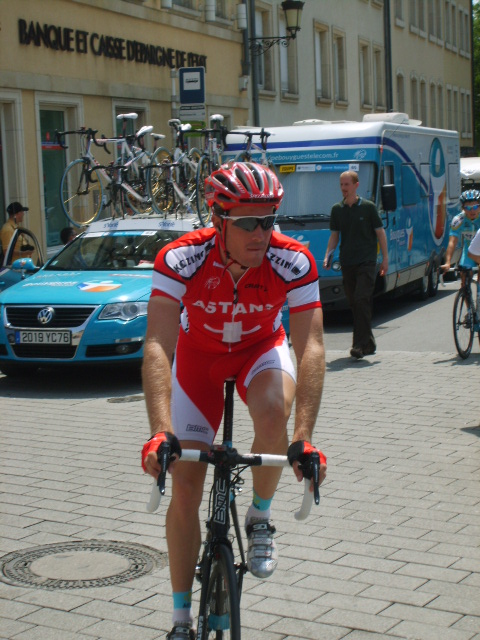
Grégory Rast avec son maillot de champion de Suisse lors du Tour de Luxembourg 2007

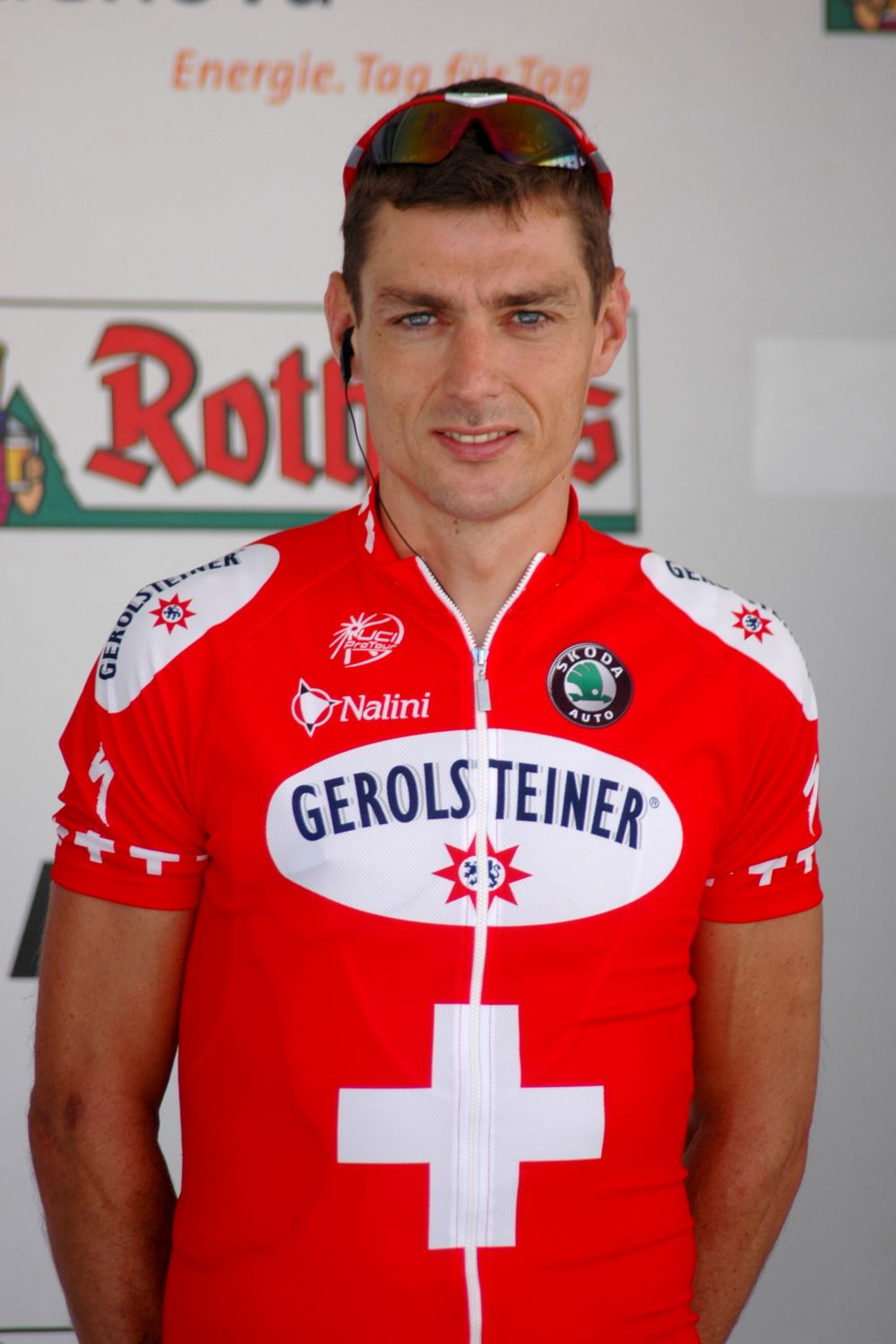
Beat Zberg, champion de Suisse en 2007

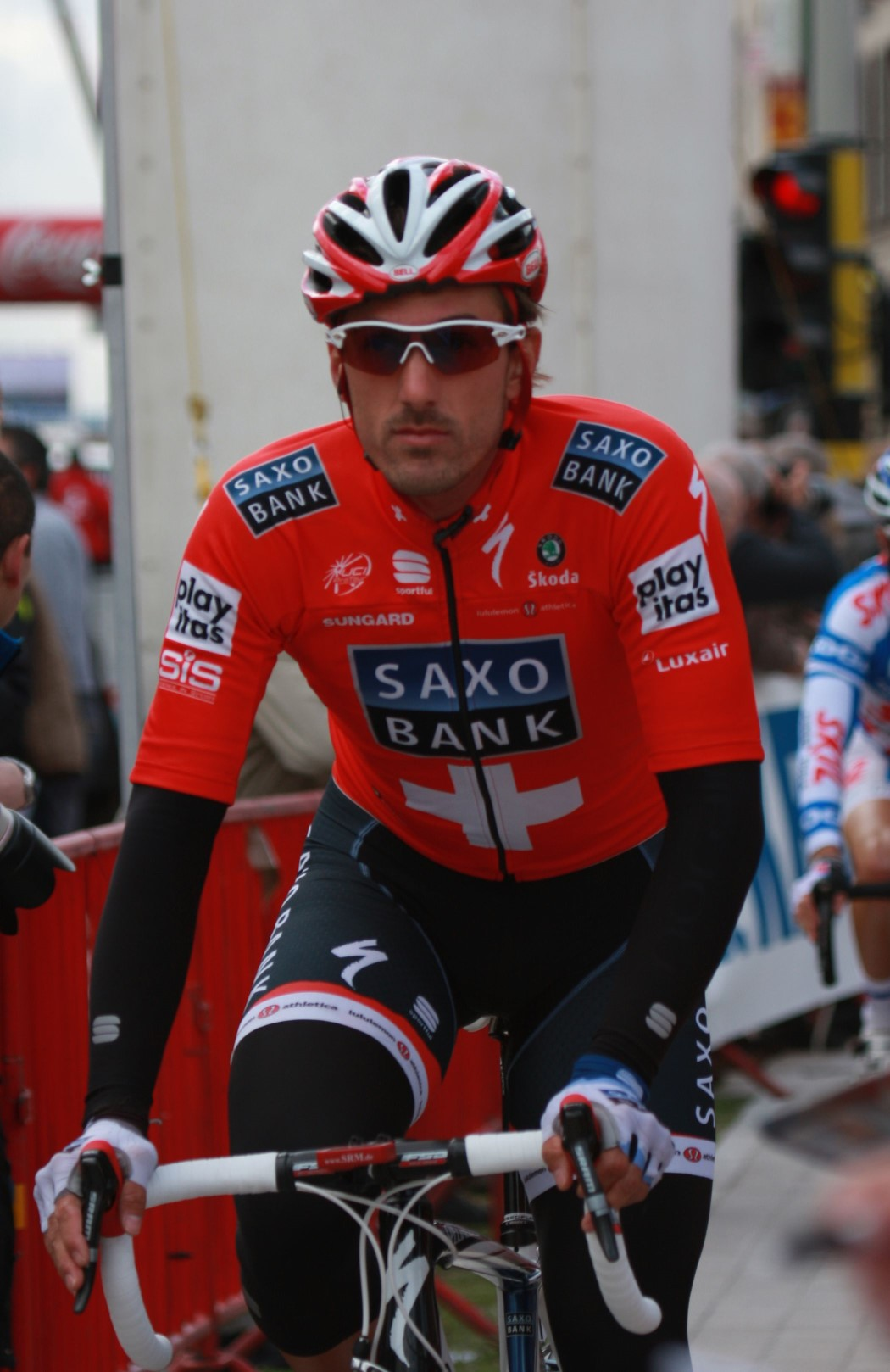
Fabian Cancellara, vêtu de son champion de Suisse, lors du Grand Prix E3 2010

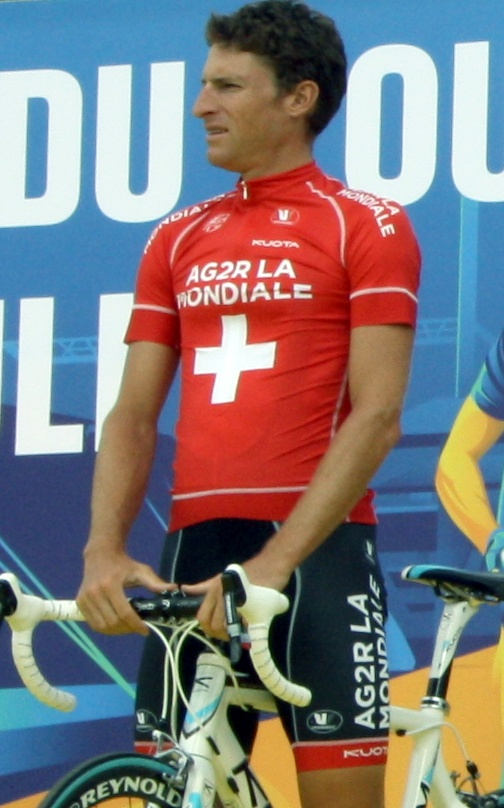
Martin Elmiger, vêtu de son maillot de champion de Suisse, lors de la présentation des équipes du Tour de France 2010

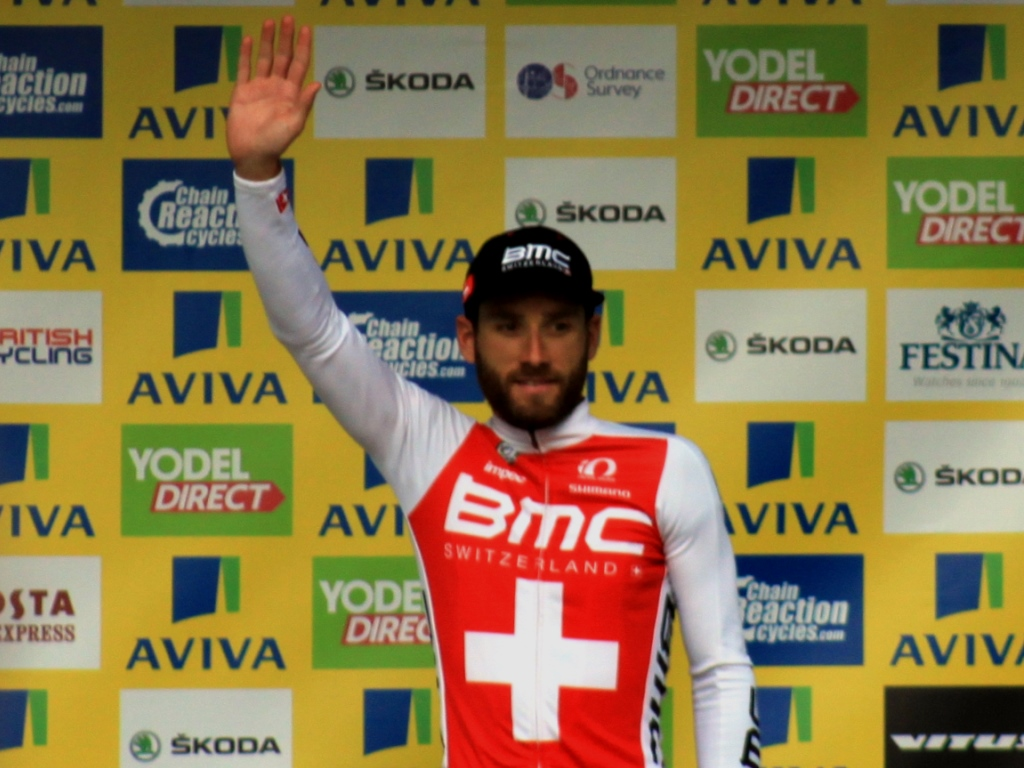
Danilo Wyss vêtu de son maillot de champion de Suisse lors du Tour de Grande-Bretagne 2015

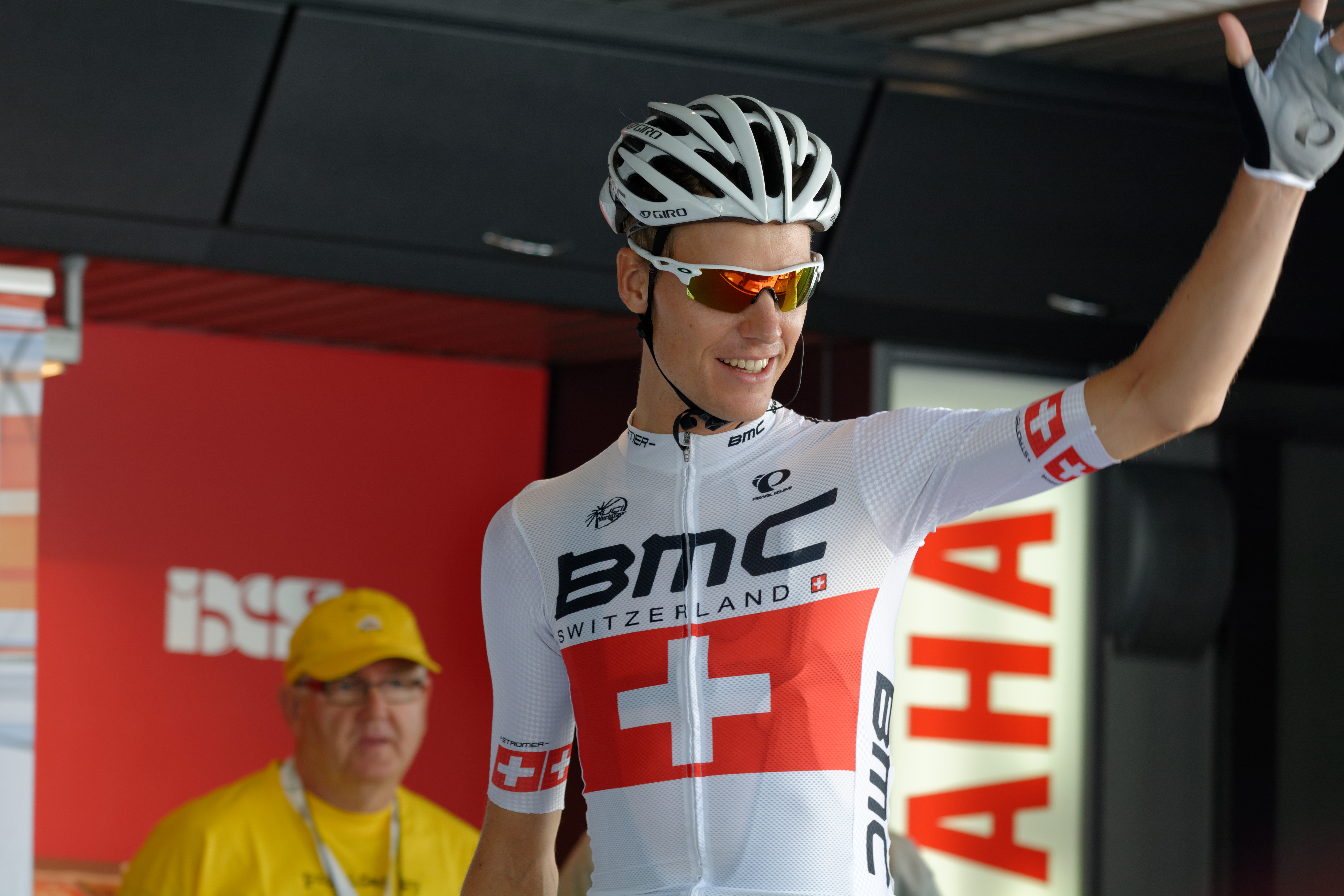
Michael Schär, champion national en titre, lors du Tour de Suisse 2014

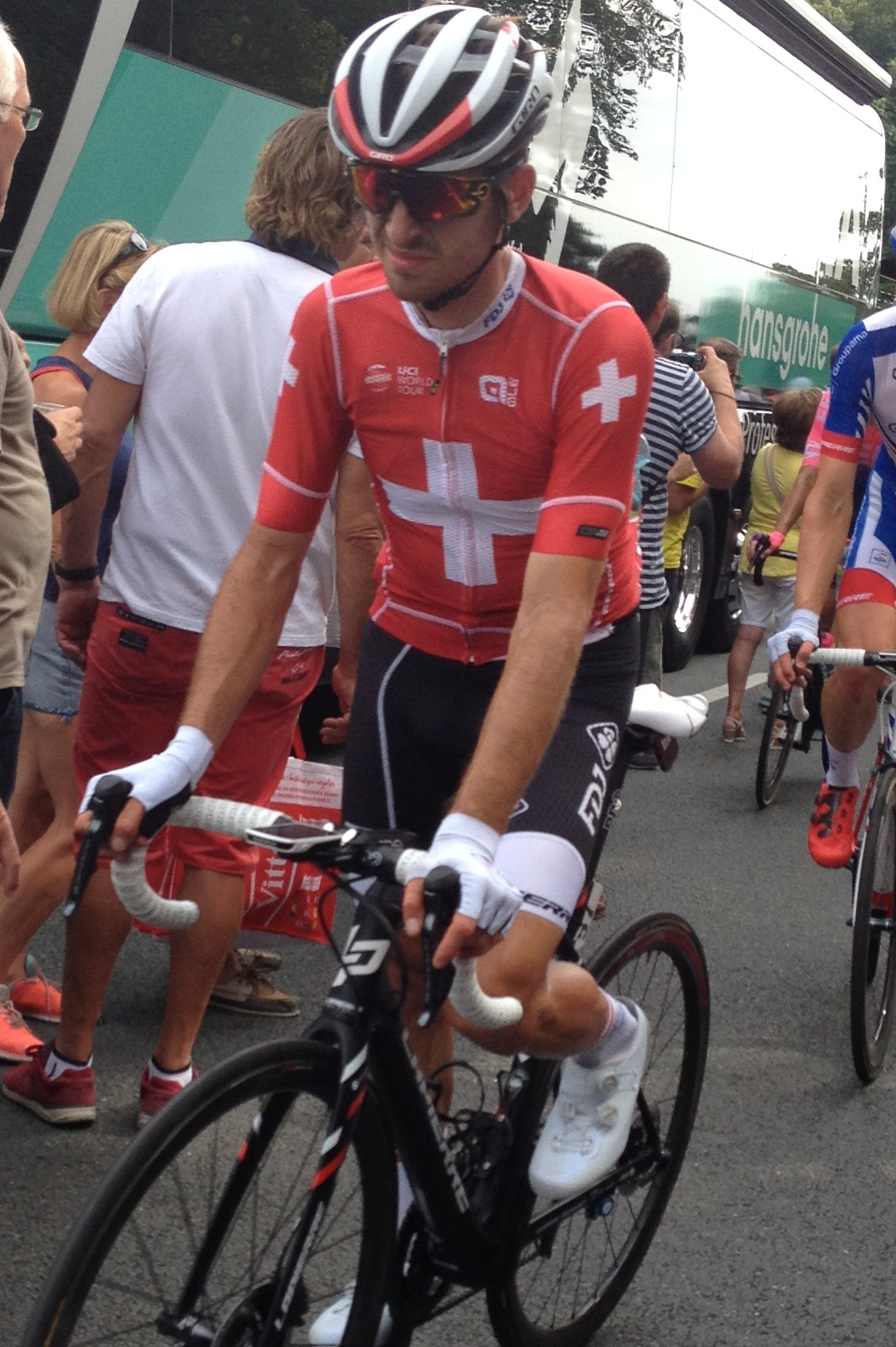
Sébastien Reichenbach avec son maillot de champion de Suisse lors du Tour de France 2019

- 3 : Rolf Graf, Hans Knecht, Kastor Notter, Marcel Perrière, Henri Rheinwald, Gody Schmutz
- 2 : Leo Amberg, Georges Antenen, Edgar Buchwalder, Fabian Cancellara, Silvan Dillier, Paul Egli, Henri Favre, Joseph Fuchs, Charles Guyot, Ernest Kauffmann, Karl Litschi, Armin Meier, Felice Puttini, Gregory Rast, Pascal Richard, Jean Vionnet, Edouard Wicky, Markus Zberg, Mauro Schmid

### Podiums du contre-la-montre

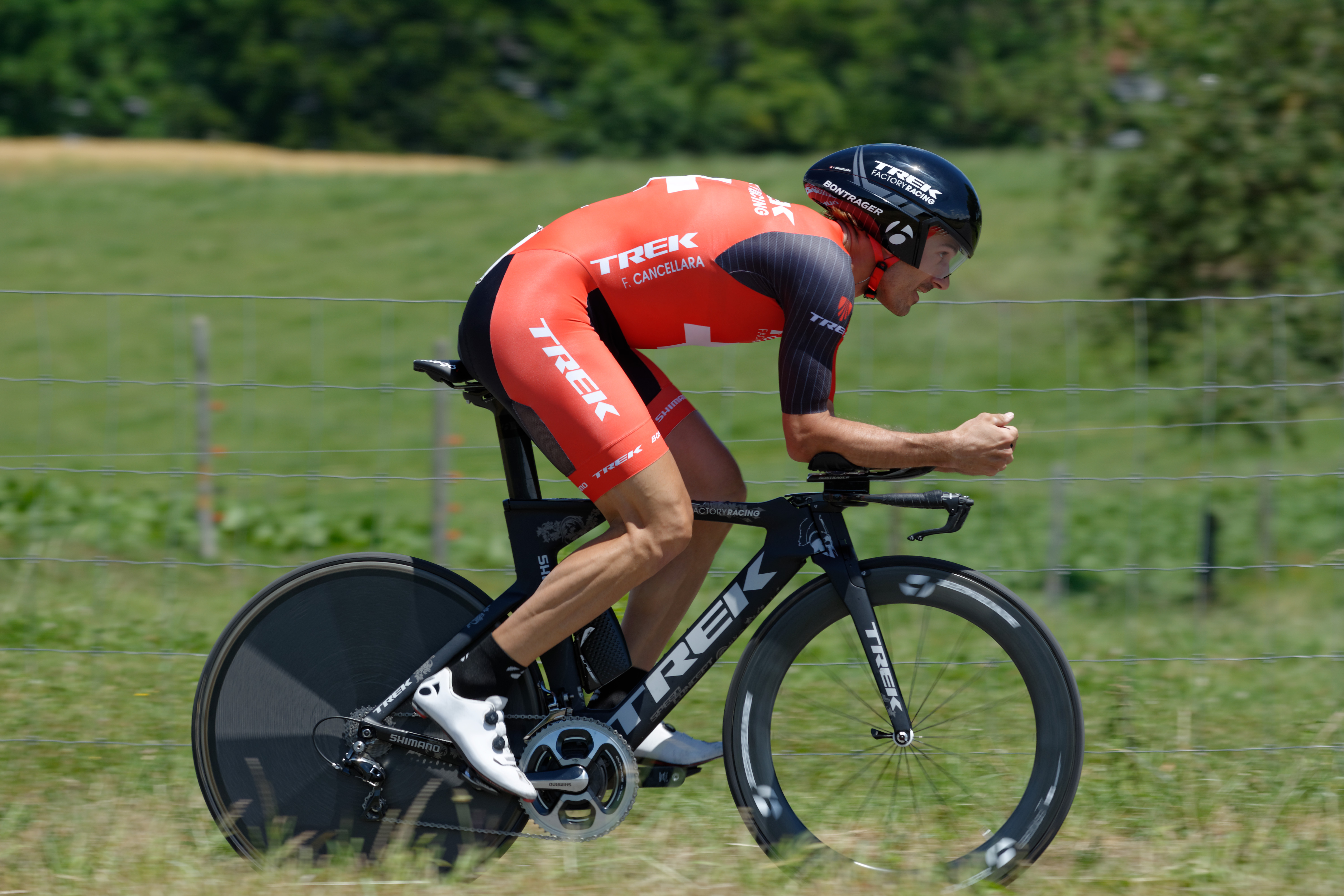
Fabian Cancellara, vêtu de son maillot de champion national du contre-la-montre, lors du Tour de Suisse 2014

| Année     | Vainqueur          | Deuxième            | Troisième              |
| --------- | ------------------ | ------------------- | ---------------------- |
| 1993      | Viktor Kunz (de)   | Roland Meier        | Albert Hürlimann       |
| 1994      | Roman Jeker (ca)   | Beat Zberg          | Andreas Aeschbach (de) |
| 1995      | Roland Meier       | Philipp Buschor     | Beat Meister (ca)      |
| 1996-1997 | Pas organisés      | Pas organisés       | Pas organisés          |
| 1998      | Beat Zberg         | Bruno Boscardin     | Roland Meier           |
| 1999      | Pas organisé       | Pas organisé        | Pas organisé           |
| 2000      | Patrick Calcagni   | Bruno Boscardin     | Jean Nuttli            |
| 2001      | Jean Nuttli        | Fabian Cancellara   | Rubens Bertogliati     |
| 2002      | Fabian Cancellara  | Jean Nuttli         | Rubens Bertogliati     |
| 2003      | Pas organisé       | Pas organisé        | Pas organisé           |
| 2004      | Fabian Cancellara  | Fabian Jeker        | Jean Nuttli            |
| 2005      | Fabian Cancellara  | Martin Elmiger      | Fabian Jeker           |
| 2006      | Fabian Cancellara  | Simon Schärer       | Simon Zahner           |
| 2007      | Fabian Cancellara  | Simon Zahner        | David Vitoria          |
| 2008      | Fabian Cancellara  | Rubens Bertogliati  | Andreas Dietziker      |
| 2009      | Rubens Bertogliati | Mathias Frank       | Joël Frey              |
| 2010      | Rubens Bertogliati | Alexander Aeschbach | Martin Elmiger         |
| 2011      | Martin Kohler      | Marcel Wyss         | Mathias Frank          |
| 2012      | Fabian Cancellara  | Thomas Frei         | Martin Elmiger         |
| 2013      | Fabian Cancellara  | Martin Elmiger      | Reto Hollenstein       |
| 2014      | Fabian Cancellara  | Stefan Küng         | Silvan Dillier         |
| 2015      | Silvan Dillier     | Reto Hollenstein    | Steve Morabito         |
| 2016      | Fabian Cancellara  | Reto Hollenstein    | Théry Schir            |
| 2017      | Stefan Küng        | Silvan Dillier      | Théry Schir            |
| 2018      | Stefan Küng        | Silvan Dillier      | Tom Bohli              |
| 2019      | Stefan Küng        | Marc Hirschi        | Reto Hollenstein       |
| 2020      | Stefan Küng        | Silvan Dillier      | Stefan Bissegger       |
| 2021      | Stefan Küng        | Marc Hirschi        | Théry Schir            |
| 2022      | Joël Suter         | Mauro Schmid        | Tom Bohli              |
| 2023      | Stefan Bissegger   | Yannis Voisard      | Noah Bögli             |
| 2024      | Stefan Küng        | Stefan Bissegger    | Jan Christen           |
| 2025      | Mauro Schmid       | Stefan Bissegger    | Yannis Voisard         |

Multi-titrés
- 10 : Fabian Cancellara
- 6 : Stefan Küng
- 2 : Rubens Bertogliati

### Podiums de la course de côte
| Année     | Vainqueur             | Deuxième           | Troisième            |
| --------- | --------------------- | ------------------ | -------------------- |
| 1882      | Georg Gallman         | -                  | -                    |
| 1893      | Gaston Beguin         | -                  | -                    |
| 1884-1987 | Pas organisé          | Pas organisé       | Pas organisé         |
| 1897      | Albert Furrer         | -                  | -                    |
| 1898      | Albert Furrer         | Fritz Ryser        | Leopold Kram         |
| 1889-1915 | Pas organisé          | Pas organisé       | Pas organisé         |
| 1916      | Arnold Grandjean      | Henri Rheinwald    | Ernst Dubach (de)    |
| 1917      | Charles Guyot         | Charles Martinet   | Konrad Werfeli       |
| 1918      | Pas organisé          | Pas organisé       | Pas organisé         |
| 1919      | Max Suter (it)        | Charles Martinet   | Jean Martinet        |
| 1920      | Pas organisé          | Pas organisé       | Pas organisé         |
| 1921      | Charles Martinet      | Henri Vuille       | Jean Martinet        |
| 1922      | Charles Martinet      | Franz Spalinger    | Adolf Dressler       |
| 1923      | Franz Spalinger       | Kastor Notter      | Charles Guyot        |
| 1924-1939 | Pas organisé          | Pas organisé       | Pas organisé         |
| 1940      | Karl Litschi          | Ferdi Kübler       | Walter Diggelmann    |
| 1941      | Ferdi Kübler          | Hans Knecht        | Karl Wyss            |
| 1942      | Ferdi Kübler          | Ernest Kuhn        | Alfred Vock (de)     |
| 1943-1978 | Pas organisé          | Pas organisé       | Pas organisé         |
| 1979      | Beat Breu             | Hubert Seiz        | Daniel Müller        |
| 1980      | Jean-Marie Grezet     | Niki Rüttimann     | Richard Trinkler     |
| 1981      | Hubert Seiz           | Niki Rüttimann     | Urs Zimmermann       |
| 1982      | Jean-Marie Grezet     | Niki Rüttimann     | Beat Breu            |
| 1983      | Beat Breu             | Bernard Gavillet   | Arno Küttel          |
| 1984      | Bernard Gavillet      | Guido Winterberg   | Arno Küttel          |
| 1985      | Beat Breu             | Arno Küttel        | Rocco Cattaneo       |
| 1986      | Pascal Richard        | Beat Breu          | Bernard Gavillet     |
| 1987      | Pascal Richard        | Bernard Gavillet   | Beat Breu            |
| 1988      | Daniel Steiger        | Karl Kälin (de)    | Ruedi Nüssli         |
| 1989      | Pascal Richard        | Guido Winterberg   | Fabian Jeker         |
| 1990      | Beat Breu             | Daniel Steiger     | Arno Küttel          |
| 1991      | Pascal Richard        | Laurent Dufaux     | Fabian Jeker         |
| 1992      | Karl Kälin (de)       | Daniel Lanz        | Roman Jeker          |
| 1993      | Sylvain Golay         | Ruedi Parpan       | Roger Devittori      |
| 1994      | Pas organisé          | Pas organisé       | Pas organisé         |
| 1995      | Reto Bergmann         | Roger Devittori    | Alexandre Moos       |
| 1996      | Laurent Dufaux        | Bastien Froidevaux | Daniel Schnider      |
| 1997      | Pas organisé          | Pas organisé       | Pas organisé         |
| 1998      | Stefan Richner (de)   | Alexandre Moos     | Hugo Jenni           |
| 1999      | Stefan Richner (de)   | Daniel Paradis     | Daniel Schnider      |
| 2000      | Daniel Schnider       | Steve Zampieri     | Stefan Richner (de)  |
| 2001      | Steve Zampieri        | David Ruckstuhl    | Stefan Richner (de)  |
| 2002      | Valentin Gross        | Olivier Wirz       | Peter Schnorf        |
| 2003      | Florian Lüdi          | Johann Tschopp     | Kurt Bühler          |
| 2004      | Steve Zampieri        | Roger Devittori    | Marcel Siegfried     |
| 2005      | Philippe Schnyder     | Beat Steffen       | Patrick Calcagni     |
| 2006      | Steve Zampieri        | Marco Jimenez      | Sébastien Froidevaux |
| 2007      | Rubens Bertogliati    | Roger Devittori    | Sven Schelling       |
| 2008      | Daniel Suter          | Andreas Schweizer  | Hubert Schwab        |
| 2009      | Sven Schelling        | Roger Devittori    | Daniel Suter         |
| 2010      | Sven Schelling        | Laurent Beuret     | Roger Beuchat        |
| 2011      | Alexandre Moos        | Andreas Schweizer  | Roger Devittori      |
| 2012      | Sébastien Reichenbach | Fabien Wolf        | Andreas Schweizer    |
| 2013      | Nico Brüngger         | Dominik Fuchs      | Alexandre Mercier    |
| 2014-2016 | Pas organisés         | Pas organisés      | Pas organisés        |
| 2017      | Matteo Badilatti      | Emmanuel Müller    | Roger Devittori      |
| 2018      | Matthias Reutimann    | Damian Lüscher     | Yannis Voisard       |
| 2019      | Simon Vitzthum        | Matthias Reutimann | Damian Lüscher       |
| 2020      | Simon Pellaud         | Roland Thalmann    | Yannis Voisard       |
| 2021      | Armin Dederichs       | Raphael Krähemann  | Niki Hug             |
| 2022      | Yannis Voisard        | Dimitri Bussard    | Arnaud Tissières     |
| 2023      | Dimitri Bussard       | Robin Donzé        | Joël Tinner          |
| 2024      | Pas organisé          | Pas organisé       | Pas organisé         |
| 2025      | Thibault Rossier      | Armin Dederichs    | Nicolas Ginter       |

Multi-titrés
- 4 : Pascal Richard, Beat Breu
- 3 : Steve Zampieri
- 2 : Sven Schelling, Stefan Richner (de), Jean-Marie Grezet, Ferdi Kübler, Charles Martinet, Albert Furrer

## Femmes

### Podiums de la course en ligne
| Année | Vainqueur            | Deuxième             | Troisième            |
| ----- | -------------------- | -------------------- | -------------------- |
| 1982  | Stefania Carmine     | Jolanda Kalt         | Evelyne Müller       |
| 1983  | Evelyne Müller       | Stefania Carmine     | Jolanda Kalt         |
| 1984  | Edith Schönenberger  | Barbara Erdin-Ganz   | Jolanda Kalt         |
| 1985  | Edith Schönenberger  | Stefania Carmine     | Barbara Erdin-Ganz   |
| 1986  | Edith Schönenberger  | Barbara Erdin-Ganz   | Stefania Carmine     |
| 1987  | Edith Schönenberger  | Evelyne Müller       | Nicole Suter         |
| 1988  | Isabelle Michel      | Edith Schönenberger  | Barbara Erdin-Ganz   |
| 1989  | Edith Schönenberger  | Luzia Zberg          | Evelyne Müller       |
| 1990  | Barbara Heeb         | Sandra Krauer        | Beatrice Horisberger |
| 1991  | Luzia Zberg          | Barbara Erdin-Ganz   | Yvonne Schnorf-Wabel |
| 1992  | Luzia Zberg          | Barbara Erdin-Ganz   | Barbara Heeb         |
| 1993  | Luzia Zberg          | Maria Heim           | Diana Rast           |
| 1994  | Luzia Zberg          | Barbara Heeb         | Carmen Da Ronch      |
| 1995  | Barbara Heeb         | Luzia Zberg          | Diana Rast           |
| 1996  | Maria Heim           | Yvonne Schnorf-Wabel | Barbara Heeb         |
| 1997  | Yvonne Schnorf-Wabel | Barbara Heeb         | Diana Rast           |
| 1998  | Barbara Heeb         | Diana Rast           | Yvonne Schnorf-Wabel |
| 1999  | Priska Doppmann      | Nicole Brändli       | Yvonne Schnorf-Wabel |
| 2000  | Diana Rast           | Yvonne Schnorf-Wabel | Priska Doppmann      |
| 2001  | Nicole Brändli       | Priska Doppmann      | Marcia Eicher        |
| 2002  | Nicole Brändli       | Priska Doppmann      | Marcia Eicher        |
| 2003  | Nicole Brändli       | Barbara Heeb         | Diana Rast           |
| 2004  | Sereina Trachsel     | Nicole Hofer         | Sarah Grab           |
| 2005  | Sereina Trachsel     | Nicole Brändli       | Annette Beutler      |
| 2006  | Annette Beutler      | Nicole Brändli       | Patricia Schwager    |
| 2007  | Sereina Trachsel     | Annette Beutler      | Nicole Brändli       |
| 2008  | Jennifer Hohl        | Pascale Schnider     | Émilie Aubry         |
| 2009  | Jennifer Hohl        | Bettina Kühn         | Andrea Wolfer        |
| 2010  | Émilie Aubry         | Pascale Schnider     | Doris Schweizer      |
| 2011  | Pascale Schnider     | Patricia Schwager    | Jennifer Hohl        |
| 2012  | Jennifer Hohl        | Andrea Wolfer        | Émilie Aubry         |
| 2013  | Doris Schweizer      | Sandra Weiss         | Émilie Aubry         |
| 2014  | Mirjam Gysling       | Linda Indergand      | Doris Schweizer      |
| 2015  | Jolanda Neff         | Marcia Eicher        | Doris Schweizer      |
| 2016  | Doris Schweizer      | Nicole Hanselmann    | Jutta Stienen        |
| 2017  | Nicole Hanselmann    | Marlen Reusser       | Jutta Stienen        |
| 2018  | Jolanda Neff         | Sina Frei            | Nicole Hanselmann    |
| 2019  | Marlen Reusser       | Elise Chabbey        | Jutta Stienen        |
| 2020  | Elise Chabbey        | Linda Indergand      | Lara Krähemann       |
| 2021  | Marlen Reusser       | Élise Chabbey        | Noemi Rüegg          |
| 2022  | Caroline Baur        | Sina Frei            | Lara Krähemann       |
| 2023  | Marlen Reusser       | Elena Hartmann       | Élise Chabbey        |
| 2024  | Noemi Rüegg          | Linda Zanetti        | Caroline Baur        |
| 2025  | Steffi Häberlin      | Élise Chabbey        | Noemi Rüegg          |

Multi-titrées
- 5 : Edith Schönenberger
- 4 : Luzia Zberg
- 3 : Nicole Brändli, Barbara Heeb, Jennifer Hohl, Sereina Trachsel, Marlen Reusser
- 2 : Jolanda Neff, Doris Schweizer

### Podiums du contre-la-montre
| Année | Vainqueur          | Deuxième          | Troisième                |
| ----- | ------------------ | ----------------- | ------------------------ |
| 1993  | Barbara Erdin-Ganz | Luzia Zberg       | Yvonne Schnorf-Wabel     |
| 1994  | Luzia Zberg        | Béatrice Angele   | Barbara Erdin-Ganz       |
| 1995  | Luzia Zberg        | Barbara Heeb      | Alexandra Bähler         |
| 1996  | Barbara Heeb       | Diana Rast        | Marcia Eicher            |
| 1997  | Barbara Heeb       | Marcia Eicher     | Diana Rast               |
| 1998  | Karin Möbes        | Marcia Eicher     | Diana Rast               |
| 2000  | Nicole Brändli     | Priska Doppmann   | Marcia Eicher            |
| 2001  | Priska Doppmann    | Karin Thürig      | Nicole Brändli           |
| 2002  | Karin Thürig       | Nicole Brändli    | Priska Doppmann          |
| 2004  | Karin Thürig       | Priska Doppmann   | Nicole Brändli           |
| 2005  | Karin Thürig       | Priska Doppmann   | Pascale Schnider         |
| 2006  | Karin Thürig       | Pascale Schnider  | Franziska Röthlin        |
| 2007  | Karin Thürig       | Priska Doppmann   | Pascale Schnider         |
| 2008  | Karin Thürig       | Sereina Trachsel  | Priska Doppmann          |
| 2009  | Karin Thürig       | Patricia Schwager | Pascale Schnider         |
| 2010  | Pascale Schnider   | Patricia Schwager | Marielle Saner-Guinchard |
| 2011  | Pascale Schnider   | Patricia Schwager | Caroline Steffen         |
| 2012  | Patricia Schwager  | Jutta Stienen     | Andrea Wolfer            |
| 2013  | Patricia Schwager  | Doris Schweizer   | Jutta Stienen            |
| 2014  | Linda Indergand    | Doris Schweizer   | Nicole Hanselmann        |
| 2015  | Doris Schweizer    | Ramona Forchini   | Marcia Eicher            |
| 2016  | Doris Schweizer    | Nicole Hanselmann | Jutta Stienen            |
| 2017  | Marlen Reusser     | Marcia Eicher     | Nicole Hanselmann        |
| 2018  | Nicole Hanselmann  | Nicola Spirig     | Marcia Eicher            |
| 2019  | Marlen Reusser     | Marcia Eicher     | Elise Chabbey            |
| 2020  | Marlen Reusser     | Elise Chabbey     | Kathrin Stirnemann       |
| 2021  | Marlen Reusser     | Melanie Maurer    | Fabienne Buri            |
| 2022  | Elena Hartmann     | Melanie Maurer    | Michelle Stark           |
| 2023  | Elena Hartmann     | Nicole Suter      | Michelle Stark           |
| 2024  | Elena Hartmann     | Noemi Rüegg       | Léa Stern                |
| 2025  | Marlen Reusser     | Jasmin Liechti    | Elena Hartmann           |

Multi-titrées
- 7 : Karin Thürig
- 5 : Marlen Reusser
- 3 : Elena Hartmann
- 2 : Barbara Heeb, Pascale Schnider, Patricia Schwager, Doris Schweizer, Luzia Zberg

## Amateurs Hommes

### Podiums de la course en ligne
| Année | Vainqueur                     | Deuxième                      | Troisième                     |  |
| ----- | ----------------------------- | ----------------------------- | ----------------------------- |  |
| 1903  | Alexandre Castellino          |                               |                               |  |
| 1904  | Ernst Grädel                  | Ernst Röthlisberger           | Hans-Heinrich Gaugler         |  |
| 1905  | Eugène Chabloz                |                               |                               |  |
| 1906  | Hans-Heinrich Gaugler         | Ernst Röthlisberger           | Eugen Suter                   |  |
| 1907  | Pas organisé ou non documenté | Pas organisé ou non documenté | Pas organisé ou non documenté |  |
| 1908  | Jakob Blum                    | Robert Chopard                | Edwin Bachmann                |  |
| 1909  | Erwin Kohler                  | Robert Chopard                | Otto Wiedmer                  |  |
| 1910  | Charles Dumont                | Otto Fischer                  | Paul Suter                    |  |
| 1911  | Arnold Grandjean              | Raymond Jacquemoud            | Louis Jacquier                |  |
| 1911  | Hans Rieder                   | Otto Fischer                  | Hermann Fischer               |  |
| 1912  | Eugen Wunderlin               | Robert Beringer               | Paul Aubry                    |  |
| 1913  | Louis Jacquier                | Louis Mermillod               | Fernand Dreier                |  |
| 1914  | Auguste Boehly                | Fernand Dreier                | Oskar Hauser                  |  |
| 1915  | Georges Pasche                | Henri Collé (it)              | Pierre Galli                  |  |
| 1916  | Ernest Kauffmann              | Henri Collé (it)              | Pierre Galli                  |  |
| 1917  | Charles Perrière              | Max Suter (de)                | Emil Strasser                 |  |
| 1918  | Roger Bignens                 | Paul Hunziker                 | Franz Spalinger               |  |
| 1919  | Charles Antenen               | Hermann Gehrig                | Roger Bignens                 |  |
| 1920  | Bruno Masoni                  | Otto Lehner (de)              | Gustav Läuppi                 |  |
| 1921  | Bruno Masoni                  | Othmar Eichenberger (pl)      | Hippolyte Babel               |  |
| 1922  | Luigi Carcano                 | Kastor Notter                 | Kaspar Schneider              |  |
| 1923  | Othmar Eichenberger (pl)      | Jakob Schildknecht            | Otto Lehner (de)              |  |
| 1924  | Albert Blattmann              | Georges Antenen               | Ferdinand Aellig              |  |
| 1925  | Jakob Caironi (en)            | Georges Aellig                | Albert Blattmann              |  |
| 1926  | Georges Antenen               | Karl Bohrer                   | Emil Imholz                   |  |
| 1927  | Paul Litschi                  | Dagobert Hasler               | Ferdinand Aellig              |  |
| 1928  | Alfred Rüegg                  | Jakob Caironi (en)            | Gottlieb Wanzenried (de)      |  |
| 1929  | Gottlieb Wanzenried (de)      | Jakob Caironi (en)            | Gérard Vuilleumier (de)       |  |
| 1930  | Albert Büchi                  | Rudolf Hürzeler               | Jakob Caironi (en)            |  |
| 1931  | Karl Bossard (de)             | Fritz Saladin                 | Luigi Luisoni (en)            |  |
| 1932  | Jean Rapold                   | Hans Martin (de)              | Kurt Stettler (de)            |  |
| 1933  | Kurt Stettler (de)            | Paul Egli                     | Joseph Lingg                  |  |
| 1934  | Hans Martin (de)              | Otto Suter                    | Walter Spahni                 |  |
| 1935  | Werner Buchwalder (it)        | Johann Meier                  | Hans Sommer                   |  |
| 1936  | Georges Weber                 | Karl Wyss (en)                | Walter Gross                  |  |
| 1937  | Theo Perret (en)              | Kurt Ott                      | Bruno Besana                  |  |
| 1938  | Walter Diggelmann             | Hans Weber                    | Josef Wagner                  |  |
| 1939  | Heinrich Weber                | Albert Sommer (it)            | Rudolf Breitenmoser           |  |
| 1940  | Edy Bühler                    | Ernst Wüthrich (en)           | Robert Blanchard              |  |
| 1941  | Ernst Metzger                 | Leo Weilenmann                | Jean-Pierre Neury             |  |
| 1942  | Gottfried Weilenmann          | Max Bircher                   | Oscar Plattner                |  |
| 1943  | Pietro Tarchini               | Fritz Baumann                 | Robert Blanchard              |  |
| 1944  | Jean-Pierre Burtin            | Leo Weilenmann                | Gottfried Weilenmann          |  |
| 1945  | Hans Nötzli (de)              | Armin Heimann                 | Charles Guyot                 |  |
| 1946  | Oscar Plattner                |                               |                               |  |
| 1947  | Hans Sommer (it)              |                               |                               |  |
| 1948  | Giovanni Rossi                |                               |                               |  |
| 1949  | Heinrich Spuhler (en)         |                               |                               |  |
| 1950  | Werner Röthlin                |                               |                               |  |
| 1951  | Josef Schraner (de)           |                               |                               |  |
| 1952  | Josef Schraner (de)           |                               |                               |  |
| 1953  | René Strehler                 |                               |                               |  |
| 1954  | Alcide Vaucher                |                               |                               |  |
| 1955  | Attilio Moresi                |                               |                               |  |
| 1956  | Emanuel Plattner (de)         |                               |                               |  |
| 1957  | Hansruedi Dubach (de)         |                               |                               |  |
| 1958  | Erwin Jaisli (de)             |                               |                               |  |
| 1959  | Emil Beeler (de)              |                               |                               |  |
| 1960  | Ernst Fuchs (de)              |                               |                               |  |
| 1961  | Robert Hintermüller (de)      |                               |                               |  |
| 1962  | Francis Blanc                 |                               |                               |  |
| 1963  | Kurt Baumgartner              |                               |                               |  |
| 1964  | Hans Lüthi (de)               |                               |                               |  |
| 1965  | Hans Lüthi (de)               |                               |                               |  |
| 1966  | Paul Köchli                   |                               |                               |  |
| 1967  | Hans Schnetzler               |                               |                               |  |
| 1968  | Kurt Bart                     |                               |                               |  |
| 1969  | Xaver Kurmann                 |                               |                               |  |
| 1970  | Hansruedi Keller (de)         |                               |                               |  |
| 1971  | Bruno Hubschmid               |                               |                               |  |
| 1972  | Xaver Kurmann                 |                               |                               |  |
| 1973  | Robert Thalmann (nl)          |                               |                               |  |
| 1974  | Pietro Ugolini                |                               |                               |  |
| 1975  | Roland Schär (en)             | Marcel Summermatter           | Urs Berger                    |  |
| 1976  | Serge Demierre                |                               |                               |  |
| 1977  | Robert Thalmann (nl)          |                               |                               |  |
| 1978  | Urban Fuchs                   |                               |                               |  |
| 1979  | Richard Trinkler              |                               |                               |  |
| 1980  | Fritz Joost (en)              |                               |                               |  |
| 1981  | Jürg Bruggmann                | Gilbert Glaus                 | Hubert Seiz                   |  |
| 1982  | Jürg Bruggmann                |                               |                               |  |
| 1983  | Heinz Imboden                 |                               | Leo Schönenberger (de)        |  |
| 1984  | Jörg Müller                   | Stefan Maurer (de)            |                               |  |
| 1985  | Arno Küttel                   |                               | Thomas Wegmüller              |  |
| 1986  | Thomas Wegmüller              | Kurt Steinmann                | Richard Trinkler              |  |
| 1987  | Severin Kurmann               | Felice Puttini                | Herbert Niederberger (it)     |  |
| 1988  | Thedy Rinderknecht            |                               |                               |  |
| 1989  | Andrea Clavadetscher (de)     |                               |                               |  |
| 1990  | Erich Spuler                  | Beat Zberg                    | Pascal Jaccard (it)           |  |
| 1991  | Andrea Clavadetscher (de)     | Beat Huber                    | Roger Schär                   |  |
| 1992  | Franz Hotz (it)               | Armin Meier                   |                               |  |
| 1993  | Roland Meier                  | Beat Huber                    | Roger Schär                   |  |
| 1994  | Josef Christen                | Franz Hotz (it)               |                               |  |
| 1995  | Oscar Camenzind               | Lukas Zumsteg (de)            | Franz Hotz (it)               |  |

Multi-titrés
- 2 : Bruno Masoni, Josef Schraner (de), Hans Lüthi (de), Xaver Kurmann, Jürg Bruggmann, Andrea Clavadetscher (de)

### Podiums de la course de côte
| Année     | Vainqueur                       | Deuxième                        | Troisième                       |
| --------- | ------------------------------- | ------------------------------- | ------------------------------- |
| 1916      | Ali Grandjean                   |                                 |                                 |
| 1917      | Franz Spalinger                 |                                 |                                 |
| 1918      | Pas organisé                    | Pas organisé                    | Pas organisé                    |
| 1919      | Franz Spalinger                 | Ali Grandjean                   | Jakob Kohler                    |
| 1920      | Pas organisé                    | Pas organisé                    | Pas organisé                    |
| 1921      | Othmar Eichenberger (pl)        | E. Wyss                         | P. Hunziker                     |
| 1922      | Othmar Eichenberger (pl)        | E. Wyss                         | Eckert                          |
| 1923      | Albert Blattmann                |                                 |                                 |
| 1924-1927 | Pas organisés ou non documentés | Pas organisés ou non documentés | Pas organisés ou non documentés |
| 1928      | Alfred Rüegg                    |                                 |                                 |
| 1929      | Karl Bossard (de)               |                                 |                                 |

Multi-titrés
- 2 : Franz Spalinger, Othmar Eichenberger (pl)

## Élites Nationaux Hommes

### Podiums de la course en ligne
| Année | Vainqueur          | Deuxième              | Troisième         |
| ----- | ------------------ | --------------------- | ----------------- |
| 2006  | Jonas Leib         | Simon Schärer         | Nazareno Rossi    |
| 2007  | Élias Schmäh       | Silvère Ackermann     | Steve Bovay       |
| 2008  | Michael Randin     | Fabien Wolf           | Philippe Schnyder |
| 2009  | Simon Zahner       | Sven Schelling        | Raymond Künzli    |
| 2010  | Pirmin Lang        | Rémy Maurer           | Christian Heule   |
| 2011  | Mirco Saggiorato   | Mario Birrer (de)     | Andreas Anderegg  |
| 2012  | Silvan Dillier     | Sébastien Reichenbach | Mirco Saggiorato  |
| 2013  | Silvan Dillier     | Stefan Küng           | Mirco Saggiorato  |
| 2014  | Stefan Küng        | Tom Bohli             | Arnaud Grand      |
| 2015  | Fabian Lienhard    | Gian Friesecke        | Simon Zahner      |
| 2016  | Patrick Müller     | Kilian Frankiny       | Fabian Lienhard   |
| 2017  | Patrick Müller     | Matteo Badilatti      | Marc Hirschi      |
| 2018  | Anthony Rappo      | Damian Lüscher        | Fabian Paumann    |
| 2019  | Jonathan Bögli     | Jan-André Freuler     | Dimitri Bussard   |
| 2020  | Nils Brun          | Guillaume Gachet      | Lars Heiniger     |
| 2021  | Valère Thiébaud    | Claudio Imhof         | Félix Stehli      |
| 2022  | Simon Vitzthum     | Guillaume Gachet      | Noah Bögli        |
| 2023  | Antoine Debons     | Marcel Wyss           | Valère Thiébaud   |
| 2024  | Jan Sommer         | Noah Bögli            | Robin Kull        |
| 2025  | Valentin Darbellay | Arnaud Tendon         | Elia Blum         |

Multi-titrés
- 2 : Silvan Dillier, Patrick Müller

### Podiums du contre-la-montre
| Année | Vainqueur           | Deuxième             | Troisième         |
| ----- | ------------------- | -------------------- | ----------------- |
| 2006  | Simon Schärer       | Simon Zahner         | Nicolas Fischer   |
| 2007  | Simon Zahner        | Nicolas Fischer      | Joël Frey         |
| 2008  | Nicolas Fischer     | Joël Frey            | Andreas Anderegg  |
| 2009  | Joël Frey           | Simon Zahner         | Nicolas Fischer   |
| 2010  | Alexander Aeschbach | Joël Frey            | Roman Müller      |
| 2011  | Alexander Aeschbach | Roman Müller         | Andreas Anderegg  |
| 2012  | Kevin Jost          | Alexander Aeschbach  | Andreas Anderegg  |
| 2013  | Silvan Dillier      | Simon Zahner         | Kevin Jost        |
| 2014  | Simon Zahner        | Christian Rutschmann | Claudio Imhof     |
| 2015  | Adrien Chenaux      | Lukas Müller         | Cyrille Thièry    |
| 2016  | Théry Schir         | Cyrille Thièry       | Gabriel Chavanne  |
| 2017  | Cyrille Thièry      | Frank Pasche         | Nicolas Fischer   |
| 2018  | Théry Schir         | Cyrille Thièry       | Fabian Paumann    |
| 2019  | Titre non décerné   | Titre non décerné    | Titre non décerné |
| 2020  | Justin Paroz        | Peter Inauen         | Emanuel Müller    |
| 2021  | Claudio Imhof       | Noah Bögli           | Justin Paroz      |
| 2022  | Noah Bögli          | Claudio Imhof        | Simon Vitzthum    |
| 2023  | Noah Bögli          | Simon Vitzthum       | Leonard Hofer     |
| 2024  | Simon Vitzthum      | Noah Bögli           | Marcel Wyss       |
| 2025  | Noah Bögli          | Alex Vogel           | Marcel Wyss       |

Multi-titrés
- 3 : Noah Bögli
- 2 : Alexander Aeschbach, Simon Zahner, Théry Schir

## Espoirs Hommes

### Podiums de la course en ligne
| Année | Vainqueur         | Deuxième               | Troisième             |
| ----- | ----------------- | ---------------------- | --------------------- |
| 1996  | Nick Waldmeier    | Michel Klinger         | Pietro Zucconi (nl)   |
| 1997  | Patrick Calcagni  | Sven Montgomery        | Cédric Fragnière (de) |
| 1998  | Cédric Fragnière  | Steve Zampieri         | Benoît Volery         |
| 1999  | Benoît Volery     | Stefan Rütimann (de)   | Uwe Straumann (de)    |
| 2000  | Aurélien Clerc    | Martin Elmiger         | Grégory Rast          |
| 2001  | Vincent Bader     | David Rusch            | Olivier Wirz          |
| 2002  | Grégory Rast      | Xavier Pache           | Michael Albasini      |
| 2003  | Laurent Arn       | Andrea Ros             | Andreas Dietziker     |
| 2004  | Hubert Schwab     | Daniel Gysling         | Steve Bovay           |
| 2005  | Loïc Mühlemann    | Remo Spirgi            | Benjamin Baumgartner  |
| 2006  | Maxime Beney (de) | Mathias Frank          | Silvère Ackermann     |
| 2007  | Elias Schmäh      | Mathieu Deschenaux     | Peter Andres          |
| 2008  | Laurent Beuret    | Marcel Wyss            | Elias Schmäh          |
| 2009  | Silvan Dillier    | Nicolas Lüthi          | Daniel Henggeler      |
| 2010  | Michael Bär       | Alexandre Mercier (nl) | Marcel Aregger        |
| 2011  | Marcel Aregger    | Silvan Dillier         | Patrick Schelling     |
| 2012  | Remo Schuler      | Silvan Dillier         | Jan Keller            |
| 2013  | Simon Pellaud     | Colin Stüssi           | Stefan Küng           |
| 2014  | Fabian Lienhard   | Lukas Spengler         | Lukas Müller          |
| 2015  | Patrick Müller    | Frank Pasche           | Lukas Spengler        |
| 2016  | Lukas Spengler    | Nico Selenati          | Timo Güller           |
| 2018  | Lukas Rüegg       | Robin Froidevaux       | Marc Hirschi          |
| 2019  | Mauro Schmid      | Antoine Aebi           | Damian Lüscher        |
| 2020  | Pas de course     | Pas de course          | Pas de course         |
| 2021  | Valère Thiébaud   | Félix Stehli           | Fabio Christen        |
| 2022  | Nils Brun         | Arnaud Tendon          | Félix Stehli          |
| 2023  | Elia Blum         | Fabio Christen         | Robin Donzé           |
| 2024  | Arnaud Tendon     | Ilian Barhoumi         | Roman Holzer          |
| 2025  | Diego Casagrande  | Robin Donzé            | Jan Huber             |

### Podiums du contre-la-montre
| Année     | Vainqueur         | Deuxième           | Troisième            |
| --------- | ----------------- | ------------------ | -------------------- |
| 1998      | Milovan Stanic    | Sandro Güttinger   | Reto Lauper          |
| 1999      | Pas organisé      | Pas organisé       | Pas organisé         |
| 2000      | Fabian Cancellara | Sandro Güttinger   | Franco Marvulli      |
| 2001-2003 | Pas organisé      | Pas organisé       | Pas organisé         |
| 2004      | Andreas Dietziker | Simon Zahner       | Patrick Gassmann     |
| 2005      | Michael Schär     | Simon Zahner       | Simon Schärer        |
| 2006      | Michael Schär     | Thomas Frei        | Robert Odink         |
| 2007      | Mathias Frank     | Marcel Wyss        | Nicolas Schnyder     |
| 2008      | Marcel Wyss       | Nicolas Schnyder   | Dominique Stark (de) |
| 2009      | Nicolas Schnyder  | Sepp Freiburghaus  | Daniel Henggeler     |
| 2010      | Silvan Dillier    | Michael Hofstetter | Lorenzo Rossi        |
| 2011      | Silvan Dillier    | Lorenzo Rossi      | Grégory Hugentobler  |
| 2012      | Silvan Dillier    | Patrick Schelling  | Gabriel Chavanne     |
| 2013      | Stefan Küng       | Théry Schir        | Gabriel Chavanne     |
| 2014      | Théry Schir       | Tom Bohli          | Fabian Lienhard      |
| 2015      | Théry Schir       | Tom Bohli          | Frank Pasche         |
| 2016      | Martin Schäppi    | Lukas Spengler     | Patrick Müller       |
| 2017      | Marc Hirschi      | Justin Paroz       | Reto Müller          |
| 2018      | Stefan Bissegger  | Gino Mäder         | Martin Schäppi       |
| 2019      | Stefan Bissegger  | Damian Lüscher     | Mauro Schmid         |
| 2020      | Alexandre Balmer  | Joel Suter         | Robin Froidevaux     |
| 2021      | Valère Thiébaud   | Alex Vogel         | Lars Heiniger        |
| 2022      | Fabian Weiss      | Nils Brun          | Fabio Christen       |
| 2023      | Fabian Weiss      | Tim Rey            | Luca Jenni           |
| 2024      | Fabian Weiss      | Fabio Christen     | Tim Rey              |
| 2025      | Ilian Barhoumi    | Simon Wirz         | Jan Huber            |

Multi-titrés
- 3 : Silvan Dillier, Fabian Weiss
- 2 : Michael Schär, Théry Schir, Stefan Bissegger

### Podiums de la course de côte
| Année     | Vainqueur           | Deuxième              | Troisième         |
| --------- | ------------------- | --------------------- | ----------------- |
| 2005      | Steve Morabito      | Raymond Künzli        | Sven Schelling    |
| 2006      | Thomas Frei         | Marcel Wyss           | Silvère Ackermann |
| 2007      | Mathias Frank       | Christian Puricelli   | Janick Wisler     |
| 2008      | Marcel Wyss         | Guillaume Dessibourg  | Elias Schmäh      |
| 2009      | Fabian Giger        | Sébastien Reichenbach | Nico Brüngger     |
| 2010      | Patrick Schelling   | Tobias Lussi          | Till Dreier       |
| 2011      | Patrick Schelling   | Till Dreier           | Reto Indergand    |
| 2012      | Valentin Baillifard | Roland Thalmann       | Benoît Beaud      |
| 2013      | Tom Bohli           | Lukas Gerber          | Nils Knipp        |
| 2014-2016 | Pas organisés       | Pas organisés         | Pas organisés     |
| 2017      | Joël Suter          | Simon Brühlmann       | Lorenzo Delcò     |
|           |                     |                       |                   |

## Juniors Hommes

### Podiums de la course en ligne
| Année | Vainqueur                 | Deuxième             | Troisième             |
| ----- | ------------------------- | -------------------- | --------------------- |
| 1953  | Werner Frei               | Josef Helbling (en)  | Elmar Gassner         |
| 1954  | Kurt Gimmi                | E. Schweiwiller      | B. Kottelat           |
| 1955  | Isidor Wagner             | M. Janin             | I. Brocher            |
| 1956  | K. Schirmer               | R. Duby              | F. Wuilleme           |
| 1957  | Karl Lüscher              | Erich Buchmüller     | Paul Pfister          |
| 1958  | Erich Buchmüller          | René Binggeli        | Gianfranco Guerrini   |
| 1959  | René Rutschmann (de)      | René Binggeli        | Max Curti             |
| 1960  | Jean-Claude Maggi         | Auguste Girard       | Paul Zollinger (de)   |
| 1961  | Jean-François Sallin      | Pierre Hermann       | Jean-Jacques Rosselet |
| 1962  | Jean-François Sallin      | Paul Zollinger (de)  | René Blunier          |
| 1963  | Theodor Frei              | Roland Keller        | Leo Estermann         |
| 1964  | Urs Welte                 | Paul Köchli          | Ruedi Stäbler         |
| 1965  | Erich Spahn               | Ernesto Guidali      | H. Maas               |
| 1966  | Erich Spahn               | Gallus Keusch        | Josef Fuchs           |
| 1967  | Bruno Hubschmid           | Jürg Schneider       | Bruno Janki           |
| 1968  | Roland Schär              | Franz Kälin          | Reymond Zenhäusern    |
| 1969  | Roland Salm               | Alain Haldimann      | Bruno Schmid          |
| 1970  | Fredy Nyffeler            | Heinz Grau           | Marcel Badertscher    |
| 1971  | Viktor Schraner           | Alain Basset         | Guido Amrhein         |
| 1972  | Henri-Daniel Reymond      | Serge Demierre       | Urs Berger            |
| 1973  | Jürg Luchs (en)           | Gilbert Glaus        | Jean-Marc Orelli      |
| 1974  | Willy Schneiter           | Markus Meinen        | Marcel Summermatter   |
| 1975  | Robert Dill-Bundi         | Marco Frozza         | Kilian Blum           |
| 1976  | Rocco Cattaneo            | Jean-Louis Schneiter | Heinz Siegenthaler    |
| 1977  | Jean-Marie Grezet         | Niklaus Benz         | Bernard Gavillet      |
| 1978  | Paul Schönenberger        | Jürg Bruggmann       | Bruno Siegenthaler    |
| 1979  | Niki Rüttimann            | Alain Von Allmen     | Leo Schönenberger     |
| 1980  | Daniel Wyder              | Leo Schönenberger    | Heinz Luternauer      |
| 1981  | Beat Schumacher           | Daniel Huwyler       | Mauro Gianetti        |
| 1982  | Mauro Gianetti            | Philippe Grivel (en) | Peter Tami            |
| 1983  | Pius Schwarzentruber (de) | Marius Frei          | Remo Hänggi           |
| 1984  | Philippe Perakis          | Felice Puttini       | Reto Saner            |
| 1985  | Rolf Rutschmann           | Felice Puttini       | André Wernli (nl)     |
| 1986  | Andreas Zimmermann        | Rolf Rutschmann      | André Lüthi           |
| 1987  | Nicola Puttini            | Mario Hagmann        | Alexander Schär       |
| 1988  | Luzi Wieland              | Matthias Hofmann     | Rolf Huser (en)       |
| 1989  | Beat Zberg                | Oscar Camenzind      | Markus Kennel         |
| 1990  | Guido Wirz                | Sylvain Golay        | Peter Zaugg           |
| 1991  | Markus Zberg              | Iwan Fankhauser      | Roland Müller         |
| 1992  | Markus Zberg              | Roger Aebischer      | Marcel Renggli        |
| 1993  | Urs Huber                 | Marcel Strauss       | Reto Haufmann         |
| 1994  | Björn Schwengeler         | Marcel Strauss       | Patrick Calcagni      |
| 1995  | Patrick Calcagni          | Michel Klinger       | Reto Amsler           |
| 1996  | Gregor Gut                | Stefan Rütimann (de) | Roman Peter           |
| 1997  | Xavier Pache              | Beat Steffen         | Sandro Güttinger      |
| 1998  | Michael Albasini          | Jakob Urban          | David Loosli          |
| 1999  | Fabian Cancellara         | Oliver Zaugg         | Marco Van Känel       |
| 2000  | Andreas Dietziker         | Gilbert Obrist       | Jonas Meng            |
| 2001  | Simon Schärer             | Patrick Gassmann     | Steve Morabito        |
| 2002  | Thomas Frei               | Stefan Trafelet      | Maxime Beney (de)     |
| 2003  | Michael Randin            | Danilo Wyss          | Michael Schär         |
| 2004  | Marcel Wyss               | Mathias Frank        | Tobias Eggli          |
| 2005  | Julien Taramarcaz         | Michael Bär          | Nicola Locarmini      |
| 2006  | Michael Bär               | Steven Bärtsch       | Markus Schweizer      |
| 2007  | Christian Schneeberger    | Gil Jacot-Descombes  | Lucca Albasini        |
| 2008  | Simon Frank               | Loïc Aubert          | Gil Jacot-Descombes   |
| 2009  | Micha Eglin               | Adrien Chenaux       | Ramon Bechter         |
| 2010  | Gabriel Chavanne          | Loïc Hugentobler     | Arend Keller          |
| 2011  | Tom Bohli                 | Lukas Spengler       | Stefan Küng           |
| 2012  | Tom Bohli                 | Dominic von Burg     | David Trachsel        |
| 2013  | Patrick Müller            | Lukas Rutishauser    | Dimitri Bussard       |
| 2014  | Patrick Müller            | Lukas Spengler       | Martin Schäppi        |
| 2015  | Marc Hirschi              | Stefan Bissegger     | Reto Müller           |
| 2016  | Marc Hirschi              | Stefan Bissegger     | Leon Russenberger     |
| 2017  | Valère Thiébaud           | Mauro Schmid         | Alexandre Balmer      |
| 2018  | Alexandre Balmer          | Jonathan Bögli       | Igor Humbert          |
| 2019  | Nicolò De Lisi            | Dominik Bieler       | Vincent Roth          |
| 2020  | Arnaud Tendon             | Fabio Christen       | Yanis Markwalder      |
| 2021  | Nils Aebersold            | André Kurmann        | Robin Donzé           |
| 2022  | Ilian Barhoumi            | Jan Christen         | Tim Rey               |
| 2023  | Ilian Barhoumi            | Florian Hochuli      | Nicolas Ginter        |
| 2024  | Nicolas Halter            | Noel Toth            | Luca Bovet            |
| 2025  | Andri Steinmann           | Joel Fluri           | Fynn Lanter           |

Multi-titrés
- 2 : Ilian Barhoumi, Marc Hirschi, Patrick Müller, Tom Bohli, Markus Zberg, Erich Spahn, Jean-François Sallin

### Podiums du contre-la-montre
| Année | Vainqueur         | Deuxième          | Troisième         |
| ----- | ----------------- | ----------------- | ----------------- |
| 1993  | Urs Huber         | Stéphane Magnien  | Markus Kammermann |
| 1994  | Patrick Calcagni  | Marcel Strauss    | Adrian Lischer    |
| 1995  | Adrian Lischer    | Patrick Calcagni  | Samuel Ritter     |
| 1996  | Sandro Güttinger  | Martin Bolt       | Martin Elmiger    |
| 1997  | Pas organisé      | Pas organisé      | Pas organisé      |
| 1998  | Fabian Cancellara | Roger Christen    | Roman Gugger      |
| 1999  | Pas organisé      | Pas organisé      | Pas organisé      |
| 2000  | Andreas Dietziker | Remo Spirgi       | Jonas Leib        |
| 2001  | Martin Goldinger  | Pascal Zaugg      | Joël Frey         |
| 2002  | Sandro Poltera    | Manuel Ryhn       | Thomas Frei       |
| 2003  | Pas organisé      | Pas organisé      | Pas organisé      |
| 2004  | Michael Schär     | Marcel Wyss       | Mathias Frank     |
| 2005  | Nicolas Schnyder  | Julien Taramarcaz | Marco Lippuner    |
| 2006  | Marco Lippuner    | Patrick Weber     | Jan-Martin Krol   |
| 2007  | Jan-Martin Krol   | Silvan Dillier    | Vincent Uebersax  |
| 2008  | Silvan Dillier    | Michel Jungo      | Cyrille Thièry    |
| 2009  | Lukas Müller      | Gaël Suter        | Lukas Jaun        |
| 2010  | Gabriel Chavanne  | Tizian Rausch     | Joel Peter        |
| 2011  | Stefan Küng       | Théry Schir       | Reto Stäuble      |
| 2012  | Tom Bohli         | Fabian Kiser      | Lukas Spengler    |
| 2013  | Matteo Schneiter  | Patrick Müller    | Simon Brühlmann   |
| 2014  | Martin Schäppi    | Lukas Spengler    | Nico Selenati     |
| 2015  | Gino Mäder        | Marc Hirschi      | Robin Froidevaux  |
| 2016  | Jonas Döring      | Leon Russenberger | Joël Suter        |
| 2017  | Alexandre Balmer  | Mauro Schmid      | Valère Thiébaud   |
| 2018  | Alexandre Balmer  | Lars Heiniger     | Nils Brun         |
| 2019  | Fabio Christen    | Lars Heiniger     | Antoine Bouzon    |
| 2020  | Fabio Christen    | Arnaud Tendon     | Fabian Weiss      |
| 2021  | Jan Christen      | Tim Rey           | Robin Donzé       |
| 2022  | Jan Christen      | Ilian Barhoumi    | Tim Rey           |
| 2023  | Nicolas Bialon    | Luca Bühlmann     | Simon Wirz        |
| 2024  | Nicolas Bialon    | Nicolas Halter    | Luca Bovet        |
| 2025  | Antoine Salamin   | Noah Schnyder     | Gian Müller       |

Multi-titrés
- 2 : Alexandre Balmer, Fabio Christen, Jan Christen, Nicolas Bialon

|

### Podiums de la course de côte
| Année     | Vainqueur              | Deuxième            | Troisième         |
| --------- | ---------------------- | ------------------- | ----------------- |
| 1990      | Sylvain Golay          | Andreas Hubmann     | Daniel Keller     |
| 1991      | Iwan Fankhauser        | Roland Müller       | Marcel Dunkel     |
| 1992      | Markus Zberg           | Urs Huber           | Marcel Renggli    |
| 1993      | Reto Bergmann          | Raphael Schär       | Beat Blum         |
| 1994      | Pas organisé           | Pas organisé        | Pas organisé      |
| 1995      | Steve Zampieri         | Matthias Braun      | Patrick Calcagni  |
| 1996      | David Ruckstuhl        | Milovan Stanic      | Marco Roth        |
| 1997      | Pas organisé           | Pas organisé        | Pas organisé      |
| 1998      | Michael Albasini       | Fabian Cancellara   | Xavier Pache      |
| 1999      | Martin Hug             | Jonas Leib          | Hubert Schwab     |
| 2000      | Hubert Schwab          | Steve Grossenbacher | Martin Goldinger  |
| 2001      | Marcel Siegfried       | Joris Boillat       | Raymond Künzli    |
| 2002      | Stefan Trafelet        | Cyril Calame        | Thomas Horner     |
| 2003      | Michael Schär          | Ueli Kieliger       | Thomas Frei       |
| 2004      | Pas organisé           | Pas organisé        | Pas organisé      |
| 2005      | Florian Egger          | Romain Beney        | Jan-Martin Kroll  |
| 2006      | Christian Schneeberger | Patrick Weber       | Yannick Michellod |
| 2007      | Noe Gianetti           | Patrick Luternauer  | Daniel Rinner     |
| 2008      | Patrick Schelling      | Tobias Lussi        | Daniel Rinner     |
| 2009      | Andrea Genecand        | Micha Eglin         | Simon Pellaud     |
| 2010      | Valentin Baillifard    | Claude Koste        | Frank Pasche      |
| 2011      | Valentin Baillifard    | Kilian Frankiny     | Tizian Rausch     |
| 2012      | Gian Friesecke         | Manuel Rudaz        | Simon Vitzthum    |
| 2013      | Simon Brühlmann        | Thomas Terrettaz    | Dimitri Bussard   |
| 2014-2016 | Pas organisé           | Pas organisé        | Pas organisé      |
| 2017      | Jonathan Bögli         | Nils Brun           | Scott Quincey     |
| 2018      | Jonathan Bögli         | Thibault Rossier    | Jakob Klahre      |
| 2019      | Thibault Rossier       | Jakob Klahre        | Justin Weder      |
| 2020      | Fabio Christen         | Yanis Markwalder    | Robin Donzé       |
| 2021      | Roman Holzer           | Samuel Aimi         | Joël Tinner       |
| 2022      | Joël Tinner            | Justin Salamin      | Mathis Vouilloz   |
| 2023      | Nicola Zumsteg         | Florian Hochuli     | Nicolas Bialon    |

Multi-titrés
- 2 : Valentin Baillifard, Jonathan Bögli

## Débutants Hommes

### Podiums de la course en ligne
| Année | Vainqueur         | Deuxième          | Troisième           |
| ----- | ----------------- | ----------------- | ------------------- |
| 1996  | Xavier Pache      | Marc Andres       | Fabian Cancellara   |
| 1997  | Pascal Lauener    | Fabian Cancellara | René Wittweiler     |
| 1998  | Gilbert Obrist    | Michael Strebel   | Daniel Gysling      |
| 1999  | Lukas Inderbitz   | Daniel Epp        | Reto Heusser        |
| 2000  | Pascal Zaugg      | Nazareno Rossi    | Ursin Derungs       |
| 2001  | Danilo Wyss       | Marco Näf         | Rafael Nick         |
| 2002  | Michael Schär     | René Lagler       | Alain Lauener       |
| 2003  | Patrik Gallati    | Nicola Locarnini  | Fabian Giger        |
| 2004  | Philipp Reber     | Michael Bär       | Patrik Gallati      |
| 2005  | Oliver Hofstetter | Jan-Martin Krol   | Jonas Stäger        |
| 2006  | Silvan Dillier    | Claudio Imhof     | Lorenzo Rossi       |
| 2007  | Lukas Jaun        | Michael Iannetta  | Reto Indergand      |
| 2008  | Loïc Hugentobler  | Gaël Suter        | Yves Hofmann        |
| 2009  | Lars Forster      | Jan Hofer         | Arend Keller        |
| 2010  | Gianluca Ocanha   | Tom Bohli         | Lukas Spengler      |
| 2011  | Dominic Grab      | Patrick Müller    | Dominic von Burg    |
| 2012  | Patrick Müller    | Cyrill Kunz       | Mario Spengler      |
| 2013  | Reto Müller       | Mario Spengler    | Gino Mäder          |
| 2014  | Reto Müller       | Leon Russenberger | Marc Hirschi        |
| 2015  | Till Steiger      | Valère Thiébaud   | Alex Vogel          |
| 2016  | Alexandre Balmer  | Loris Rouiller    | Nils Brun           |
| 2017  | Stiven Thür       | Dominik Bieler    | Fabio Christen      |
| 2018  | Fabio Christen    | Dario Lillo       | Arnaud Tendon       |
| 2019  | Nils Aebersold    | Emanuel Wüthrich  | Yanis Markwalder    |
| 2020  | Jan Christen      | Ilian Barhoumi    | Miro Schmid         |
| 2021  | Ilian Barhoumi    | Victor Benareau   | Leandro Schleuniger |
| 2022  | Levi Häfliger     | Micha Alder       | Nicolas Halter      |
| 2023  | Antoine Salamin   | Noah Schnyder     | Thibaud Contesse    |

Multi-titrés
- 2 : Reto Müller